# NGC 2810B
NGC 2810B is een spiraalvormig sterrenstelsel in het sterrenbeeld Grote Beer. Het hemelobject werd op 3 december 1788 ontdekt door de Duits-Britse astronoom William Herschel.